# Salvador a 2008. évi nyári olimpiai játékokon
Salvador a kínai Pekingben megrendezett 2008. évi nyári olimpiai játékok egyik részt vevő nemzete volt. Az országot az olimpián 9 sportágban 11 sportoló képviselte, akik érmet nem szereztek.

## Atlétika
Férfi

| Versenyző     | Versenyszám     | Eredmény | Helyezés |
| ------------- | --------------- | -------- | -------- |
| Salvador Mira | 50 km gyaloglás | kizárták | kizárták |

Női

| Versenyző          | Versenyszám     | Eredmény | Helyezés |
| ------------------ | --------------- | -------- | -------- |
| Verónica Colindres | 20 km gyaloglás | 1:36:52  | 37.      |

## Birkózás

### Női
Szabadfogású

| Versenyző      | Versenyszám | Selejtező         | Nyolcaddöntő                       | Negyeddöntő                        | Elődöntő          | Vigaszág első kör | Vigaszág elődöntő | Bronz- mérkőzés   | Döntő             | Helyezés |
| Versenyző      | Versenyszám | Ellenfél Eredmény | Ellenfél Eredmény                  | Ellenfél Eredmény                  | Ellenfél Eredmény | Ellenfél Eredmény | Ellenfél Eredmény | Ellenfél Eredmény | Ellenfél Eredmény | Helyezés |
| -------------- | ----------- | ----------------- | ---------------------------------- | ---------------------------------- | ----------------- | ----------------- | ----------------- | ----------------- | ----------------- | -------- |
| Ingrid Medrano | 48 kg       |                   | Estera Dobre (ROU) · 5-1, 7-7, 0-0 | Tatyjana Bakatyuk (KAZ) · 0-5, 0-2 | kiesett           |                   |                   |                   |                   | 9.       |

## Cselgáncs
Férfi

| Versenyző         | Versenyszám | Selejtező         | 32-es főtábla                    | Nyolcaddöntő      | Negyeddöntő       | Elődöntő          | Vigaszág első kör | Vigaszág negyeddöntő | Vigaszág elődöntő | Bronz- mérkőzés   | Döntő             | Helyezés |
| Versenyző         | Versenyszám | Ellenfél Eredmény | Ellenfél Eredmény                | Ellenfél Eredmény | Ellenfél Eredmény | Ellenfél Eredmény | Ellenfél Eredmény | Ellenfél Eredmény    | Ellenfél Eredmény | Ellenfél Eredmény | Ellenfél Eredmény | Helyezés |
| ----------------- | ----------- | ----------------- | -------------------------------- | ----------------- | ----------------- | ----------------- | ----------------- | -------------------- | ----------------- | ----------------- | ----------------- | -------- |
| Franklin Cisneros | Váltósúly   |                   | Travis Stevens (USA) · 0000-1011 | kiesett           | kiesett           | kiesett           |                   |                      |                   |                   |                   | 21.      |

## Evezés
Női

| Versenyző     | Versenyszám  | Előfutam | Előfutam | Középdöntő | Középdöntő | Elődöntő | Elődöntő | Elődöntő | Döntő | Döntő   | Döntő | Helyezés |
| Versenyző     | Versenyszám  | Idő      | Hely.    | Idő        | Hely.      | Típus    | Idő      | Hely.    | Típus | Idő     | Hely. | Helyezés |
| ------------- | ------------ | -------- | -------- | ---------- | ---------- | -------- | -------- | -------- | ----- | ------- | ----- | -------- |
| Camila Vargas | Egypárevezős | 8:32,06  | 3.       | 8:11,79    | 5.         | C/D      | 8:22,35  | 4.       | D     | 8:02,91 | 4.    | 22.      |

## Kerékpározás

### Országúti kerékpározás
Férfi

| Versenyző       | Versenyszám   | Idő           | Helyezés      |
| --------------- | ------------- | ------------- | ------------- |
| Mario Contreras | Mezőnyverseny | nem ért célba | nem ért célba |

### Pálya-kerékpározás
Üldözőversenyek

| Versenyző     | Versenyszám              | Selejtező | Selejtező | Elődöntő     | Elődöntő  | Elődöntő | Döntő        | Döntő     | Döntő    |
| Versenyző     | Versenyszám              | Idő       | Hely.     | Ellenfél Idő | Saját idő | Hely.    | Ellenfél Idő | Saját idő | Helyezés |
| ------------- | ------------------------ | --------- | --------- | ------------ | --------- | -------- | ------------ | --------- | -------- |
| Evelyn García | Női egyéni üldözőverseny | 3:56,849  | 13.       | kiesett      | kiesett   | kiesett  | kiesett      | kiesett   | kiesett  |

Pontversenyek

| Név           | Versenyszám     | Pont | Helyezés |
| ------------- | --------------- | ---- | -------- |
| Evelyn García | Női pontverseny | 0    | 16.      |

## Sportlövészet
Női

| Versenyző   | Versenyszám   | Selejtező | Selejtező | Döntő   | Döntő    |
| Versenyző   | Versenyszám   | Pont      | Helyezés  | Pont    | Helyezés |
| ----------- | ------------- | --------- | --------- | ------- | -------- |
| Luisa Maida | Légpisztoly   | 375       | 34.       | kiesett | kiesett  |
| Luisa Maida | Sportpisztoly | 582       | 8.        | 774,0   | 8.       |

## Súlyemelés
Női

| Versenyző | Versenyszám | Szakítás | Szakítás | Lökés                    | Lökés                    | Összesen | Helyezés |
| Versenyző | Versenyszám | Eredmény | Helyezés | Eredmény                 | Helyezés                 | Összesen | Helyezés |
| --------- | ----------- | -------- | -------- | ------------------------ | ------------------------ | -------- | -------- |
| Eva Dimas | +75 kg      | 105,0    | 9.*      | érvényes kísérlet nélkül | érvényes kísérlet nélkül | kiesett  | kiesett  |

* - egy másik versenyzővel azonos eredményt ért el

## Tenisz
Férfi

| Versenyző      | Versenyszám | 64-es főtábla                     | 32-es főtábla                  | Nyolcaddöntő      | Negyeddöntő       | Elődöntő          | Bronz- mérkőzés   | Döntő             | Helyezés |
| Versenyző      | Versenyszám | Ellenfél Eredmény                 | Ellenfél Eredmény              | Ellenfél Eredmény | Ellenfél Eredmény | Ellenfél Eredmény | Ellenfél Eredmény | Ellenfél Eredmény | Helyezés |
| -------------- | ----------- | --------------------------------- | ------------------------------ | ----------------- | ----------------- | ----------------- | ----------------- | ----------------- | -------- |
| Rafael Arévalo | Egyes       | I Hjongthek (KOR) · 4-6, 6-3, 6-4 | Roger Federer (SUI) · 2-6, 4-6 | kiesett           | kiesett           | kiesett           | kiesett           | kiesett           | 17.      |

## Úszás
Női

| Versenyző    | Versenyszám | Előfutam | Előfutam | Előfutam | Döntő   | Döntő    |
| Versenyző    | Versenyszám | Idő      | Hely.    | Össz.    | Idő     | Helyezés |
| ------------ | ----------- | -------- | -------- | -------- | ------- | -------- |
| Golda Marcus | 400 m gyors | 4:23,50  | 7.       | 39.      | kiesett | kiesett  |
| Golda Marcus | 800 m gyors | 8:51,21  | 2.       | 32.      | kiesett | kiesett  |